# Puente de Piedra (Soria)

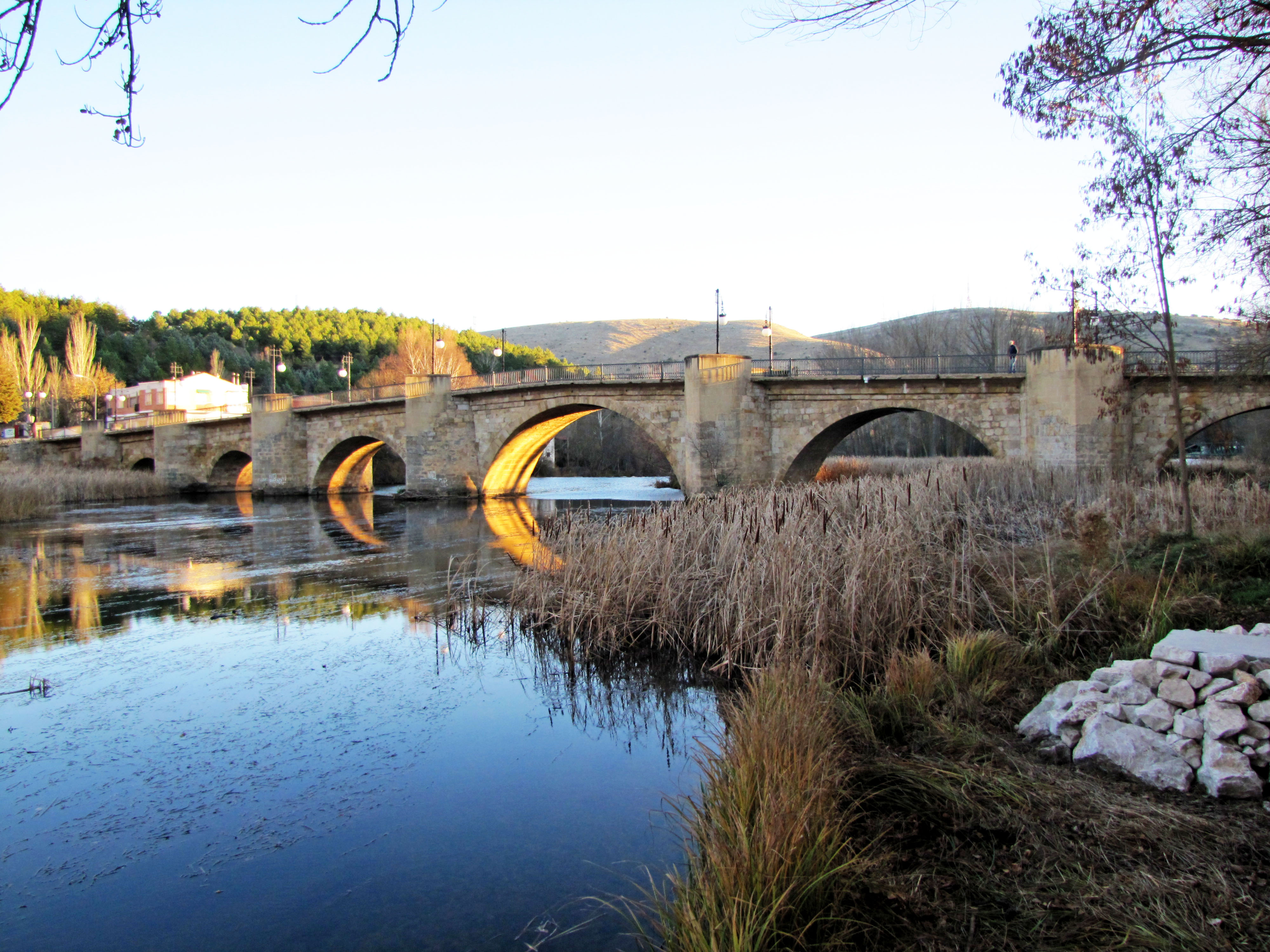
Puente de Piedra in Soria

Die Puente de Piedra ist eine Brücke in Soria, der Hauptstadt der Provinz Soria in der Autonomen Region Kastilien und León, die über den Duero führt. Die Brücke aus dem 12. Jahrhundert ist geschütztes Baudenkmal (Bien de Interés Cultural).

## Geschichte und Beschreibung
Von der Calle de San Agustín gelangt man stadtauswärts zur Puente de Piedra. Sie ist der einzige östliche Zugang zur Stadt Soria. Die Brücke aus Sandstein mit acht Bögen wird erstmals für das Jahr 1157 überliefert. 
Im Jahr 2010 wurde die moderne Brückenbeleuchtung mit LED-Technik fertiggestellt.